# LaserSoft Imaging
LaserSoft Imaging AG es un desarrollador de software que hace aplicaciones para escáners y cámaras digitales. La compañía cuenta con más de un millón de usuarios del producto SilverFast en todo el mundo.
Las oficinas principales están localizadas en Kiel, Alemania. Aproximadamente 100 kilómetros al norte de Hamburgo. Hay una oficina sucursal en Sarasota, Florida desde 1997, la cual se encuentra aproximadamente a 80 kilómetros al sur de la ciudad de Tampa.

## Historia

### 1986 - 1990
LaserSoft Imaging fue fundada en la primavera de 1986 por el físico Karl Heinz Zahorsky, el actual presidente de la compañía. LaserSoft Imaging se convirtió en uno de los primeros en adaptar color y procesamiento de imágenes para el Macintosh. De hecho LaserSoft Imaging fue el primero en distribuir productos innovativos como digitalizadores de video como el ProViz de Pixelogic y TrueScan de Truvel, el primer escáner profesional en color para Macintosh, el cual fue presentado por vez primera en la feria de comercio CeBIT de Hanover en 1988, para lo cual LaserSoft Imaging fue invitada por Apple Computer.

### 1990 – 2000
Karl-Heinz Zahorsky publica varios artículos acerca del procesamiento de imágenes en varias publicaciones profesionales. En 1990 Hell graphics, la compañía líder en desarrollo de escáneres de tambor en Kiel, lo contrató como asesor independiente para mantenerse a día con las tecnologías de escritorio que se estaban desarrollando en ese momento. En 1991, LaserSoft Imaging se convirtió en una empresa registrada del tipo GmbH (Sociedad de responsabilidad limitada) y se mudó a una casa de pre prensa para ayudar en la creación de gestión de color de reproducción para herramientas de escritorio y para conectar Chromacon systems con computadores Macintosh.
Con RipLink, LaserSoft Imaging presentó un sistema para conectar los principales sistemas de preprensa, como Hell, Scitex y Crosfield a Macintosh. La distribución de Leafscanners inició el capítulo de escáneres High-End para escritorio. LaserSoft Imaging asesoró a Leaf, Canon, Sony, Seiko y otros con un conocimiento muy especial de color de alta calidad para escritorio. LaserSoft Imaging también fue la fuerza detrás del desarrollo de la preprensa Photone, después que el producto paso por su etapa infantil. En 1994 LaserSoft Imaging inició el desarrollo de SilverFast, el cual fue presentado por primera vez en sus primeras etapas an la feria CeBIT 1995. La versión 2.0 fue demostrada en CeBIT 1996, la versión 3.0 fue lanzada en diciembre de 1996, la versión 4.0 en 1998.
La segunda oficina se abrió en Sarasota, Florida en 1997.

### 2000 – presente
LaserSoft Imaging lanzó la versión 5.0 de SilverFast en el año 2000, la versión 6.0 en 2002, la versión 6.5 en 2006 y la versión 6.6 en 2008. LaserSoft Imaging cambió su razón social, de compañía a corporación pública (Aktiengesellschaft) en 2001. El fundador es el único propietario de todas las acciones de la compañía.
En la actualidad, LaserSoft Imaging es el único desarrollador que ha logrado implementar software altamente sofisticado para escanear en la mayoría de escáneres (más de 300) para Mac OS9, OSX y Microsoft Windows 98, 2000, XP, Vista. Al principio el Software de LaserSoft Imaging era distribuido principalmente en Alemania, pero ahora con su solución multiplataforma internacionalizada, se distribuye SilverFast globalmente a través de distribuidores y acuerdos mundiales para adjuntar el software con aparatos de los mayores fabricantes como Canon, Hewlett-Packard, Seiko Epson, Cruse, Leica Camera AG, Microtek, Nikon, Pacific Image Electronics, Pentacon GmbH, PFU/Quato, Plustek, Samsung y Umax. Desde el 2005, LaserSoft Imaging es el único fabricante de software que soporta los mejores escáneres del mundo – Los escáneres High-End de Heidelberg (Linotype): Topaz, Tango, Nexscan y Chromagraph (3300 y 3400) – incluso bajo los últimos sistemas operativos de Mac y Microsoft Windows. SilverFast de LaserSoft Imaging ganó el premio “Mejor software para gestión y manejo del color del año 2008”, concedido por la Asociación Europea de Prensa Digital (EDP). La distinción fue entregada por mejorar el rango dinámico de la mayoría de escáneres gracias a la herramienta Multi-Exposure y por la posibilidad de crear perfiles ICC automáticamente. En 2009 se desarrolló el archivo de datos RAW HDRi, el cual contiene además de la información tradicional de los archivos RAW, información extra con los datos del canal infrarrojo para una edición posterior.
La presencia de la compañía en internet es en varios idiomas (Inglés, Alemán, Español, Francés, Italiano, Japonés, Portugués, Chino y Ruso).
LaserSoft Imaging ha desarrollado varias nuevas tecnologías en el campo de digitalización y procesamiento de la imagen, algunas de sus patentes están pendientes. Entre otras se encuentran las siguientes:
- Multi-Exposure (con Auto-Alignment (alineación automática), patente Karl-Heinz Zahorsky Nr.: EP 1744278, US 8,693,808)
- Auto-IT8 Calibración (patente Karl-Heinz Zahorsky Nr.: EP 1594301)
- ScanPilot
- ICC Printer Calibration (Calibración de impresoras)
- GANE ® (Remoción de defectos de la imagen)
- HiRePP ® (High Resolution Picture Performance)
- NegaFix ® (Permite la utilización y generación de perfiles para diferentes tipos de películas de negativos)
- PhotoProof ® (Permite la impresión true color sin necesidad de usar un RIP)
- PrinTao ® (asistente para la impresión en color con funciones de diseño y efectos)
- SC2G ® (Selective Color to Grey)
- SCC ® (corrección selectiva de color)
- SRD ® (Smart Removal of Defects) remoción de polvo y rasguños
- iSRD ® (infrared Smart Removal of Defects) remoción de polvo y rasguños con tecnología infrarroja
- HDRi (formato de archivo RAW en 64/32 bits con datos del canal infrarrojo)
- ExpressScan (Karl-Heinz Zahorsky, en solicitud para patente alemana, UE y EE. UU.)

## Productos
| Software para escáneres         | Software para cámaras digitales | HDR software                 | Software para impresión |
| ------------------------------- | ------------------------------- | ---------------------------- | ----------------------- |
| SilverFast SE                   | SilverFast DC SE                | SilverFast HDR               | SilverFast PrinTao 3)   |
| SilverFast SE Plus 1)           | SilverFast DC VLT               | SilverFast HDR IT8           |                         |
| SilverFast Ai                   | SilverFast DC Pro               | SilverFast HDR Studio 3), 4) |                         |
| SilverFast Ai IT8 2)            | SilverFast DC Pro Studio 3), 4) |                              |                         |
| SilverFast Ai Studio 1)         |                                 |                              |                         |
| SilverFast Ai Studio IT8 1), 2) |                                 |                              |                         |
| SilverFast X-Ray                |                                 |                              |                         |

opcional con: 1)Multi-Exposure, 2)ICC Printer Calibration, 3)PhotoProof, 4)ColorServer

## Literatura
- Taz Tally, Ph.D. SilverFast - The Official Guide. Sybex, 2003. ISBN 978-0-7821-4197-9 (inglés)
- Taz Tally, Ph.D. SilverFast - Das offizielle Buch. Mitp-Verlag, 2004. ISBN 978-3-8266-1521-4 (alemán)